# Гулиев, Руфат Атакиши оглы
Руфат Атакиши оглы Гулиев — доктор экономических наук, профессор. Был избран депутатом Милли Меджлиса Азербайджана в третьем, четвёртом, пятом и шестом созывах, в настоящее время является членом Комитета по экономической политике, а также заместителем председателя Постоянной комиссии по политическим вопросам и международному сотрудничеству МПА СНГ, членом Рабочей группы ГУАМ по вопросам культуры, науки и образования, заведующим кафедрой Азербайджанского Технического Университета, профессором Киевского Национального университета имени Тараса Шевченко. Р. А. Гулиев является Членом Экспертного Совета экономического сектора Высшей Аттестационной Комиссии при Президенте Азербайджанской Республики, также является членом экспертного совета по экономике при МПА СНГ. Кавалер ордена «Содружество». Профессор  является автором и ведущим двух программ - еженедельного "Час предпринимателя" и ежемесячного  "Мировая экономика и Азербайджан" на международном канале CBC Azerbaijan.                                                                                                                                     

## Биография
В 1981 году поступил на экономический факультет Киевского Государственного Университета им. Т. Г. Шевченко
(нынешнего Киевского Национального университета им. Тараса Шевченко) и успешно завершил учёбу в 1986 году. В том же году он приступил к педагогической деятельности в Азербайджанском Техническом Университете (бывшем Азербайджанском Политехническом Университете). Здесь он работал в качестве старшего лаборанта, преподавателя, старшего преподавателя и доцента.
С 1995 года, защитив кандидатскую диссертацию, обладает учёной степенью кандидата экономических наук, а с 2004 года — доктора экономических наук. С 2006 года является профессором Азербайджанского Технического Университета. В настоящее время Р. А. Гулиев является также заведующим кафедрой «Экономическая теория и экономика сфер обслуживания» в Университете.
Р. А. Гулиев является автором около 300 научных работ и статей (в том числе — 9 монографий, 4 учебных пособий, 3 брошюр), 41 из которых была издана в авторитетных научных журналах США, Турции, России, Украины, Чехии, Словакии, Латвии, Эстонии, Казахстана Швеции и других стран. Регулярно выступает на телевидении и радио. Он также является активным участником научных конференций, форумов и семинаров как местного, так и международного значения. Р. А. Гулиев неоднократно принимал участие в работе симпозиумов в Ницце, Лондоне, Киеве, а также выступал с докладами о путях развития экономики Азербайджана и достигнутых успехах на конференциях, организованных азербайджанским правительством в Великобритании, России, Украине, Италии, Китайской Народной Республике, Кувейте, Германии, Северном Кипре, Латвии, Молдове, Казахстане и ОАЭ.
С 1999 по 2017 года — Председатель Правления ОАО «European Tobacco-Baku». С 2003 года Р. А. Гулиев является членом Совета Попечителей Фонда Поощрения Экспорта и Инвестиций в Азербайджане. Также он занимает должность сопредседателя Союза Деловых Людей Азербайджана и Ту рции.
Является руководителем рабочей группы по межпарламентским связям Азербайджан-Украина, а также членом рабочих групп по межпарламентским связям Азербайджан-Италия, Азербайджан-Индия, Азербайджан-Дания. Был во многих зарубежных поездках по линии Милли Меджлиса и МПА СНГ, принимал участие в качестве наблюдателя в большинстве президентских и парламентских выборов, проводимых в странах СНГ, и претворяет в жизнь целенаправленную работу по донесению азербайджанских реалий до мирового сообщества.
Активно участвует в благотворительных мероприятиях. В совершенстве владеет азербайджанским, русским и английским языками. Женат, имеет двух детей.

## Научная деятельность

### Монографии
- «Экономическая теория» («Elm», Bakı; 1997, 192 с., соавтор — R.Əkbərov).
- «Azərbaycanda xarici kapital» («Elm», Bakı, 1998, 128 с., соавторы — F.Axundov, N.Nərimanov).
- «Инвестиционная политика: принципы и приоритеты» (Балтийский Русский Институт, Рига, Латвия, 2001, 145 с.).
- «Инвестиционные проблемы в условиях рыночных трансформаций экономики Азербайджана» («Elm», Bakı, 2004, 327 с.).
- «Non-oil FDI flows play a key role in Azerbaijan domestic market» (İNVESTOR — № 21, Beynəlxalq biznes və maliyyə jurnalı, İstanbul (Türkiyə); 2004, 5 с.).
- «Инвестиционная политика в Азербайджане: реалии, проблемы и перспективы» (CBS Poligraphic Production mətbəəsi; Bakı; 2005, 196 с.).
- «Переходная экономика Азербайджана: некоторые аспекты развития» («Elm», Bakı, 2007, 240 с.).
- «Глобализация мировой экономики и Азербайджан» (CBS Poligraphic Production mətbəəsi; 2011, 318 с.).
- «Мировая экономика и Азербайджан» (2017, Баку; 504 с.; научный редактор — Лютый И. А.).

### Учебные пособия
- «Sahibkarlıq fəaliyyətinin əsasları» (Azərbaycan Texniki Universiteti, 1996, 155 с., соавторы — F.Abbasov, S.Əbdurəhmanova).
- «Sahibkarlıq» (Azərbaycan Texniki Universiteti, «Çaşıoğlu», Bakı, 1999, 91 səh.).
- «Регулирование инвестиционной деятельности» (CBS Poligraphic Production mətbəəsi; 2008, 307 с.).
- «Инвестиционная деятельность» (CBS Poligraphic Production mətbəəsi; 2009, 394 с., соавтор — Lyutiy İ. A.).

## Награды
- Орден «Содружество» (29 ноября 2018 года, Межпарламентская ассамблея СНГ) — за активное участие в деятельности Межпарламентской Ассамблеи и её органов, вклад в укрепление дружбы между народами государств — участников Содружества Независимых Государств[3]
- Медаль «За укрепление парламентского сотрудничества» (16 апреля 2015 года, Межпарламентская ассамблея СНГ) — за особый вклад в развитие парламентаризма, укрепление демократии, обеспечение прав и свобод граждан в государствах — участниках Содружества Независимых Государств[4].
- Медаль «МПА СНГ. 25 лет» (27 марта 2017 года, Межпарламентская ассамблея СНГ) — за заслуги в деле развития и укрепления парламентаризма, за вклад в развитие и совершенствование правовых основ функционирования Содружества Независимых Государств, укрепление международных связей и межпарламентского сотрудничества[5].
- Награждён медалью Конфедерации Профессиональных Союзов Азербайджана «За особые заслуги в защите социально-экономических прав и интересов работников», почётной юбилейной медалью Международного Комитета Защиты Прав Человека, посвященной 60-летию ООН, почётной медалью Международного Комитета Защиты Прав Человека Министерства Юстиции Украины, почётной юбилейной медалью 20-летия СНГ, 3 почётными медалями Киевского национального университета имени Тараса Шевченко, орденом «Биримдик-Единство» общественного фонда «Биримдик-Единство» Киргизии.